# サッカーカタール代表
サッカーカタール代表（サッカーカタールだいひょう）は、カタールサッカー協会（QFA）によって編成されるカタールのサッカーのナショナルチームである。愛称の「Annabi (العنابي)」は預言者の意味。

## 歴史

### 1980年代 - 2010年代
1980年代から力をつけ始め、1981年のFIFAワールドユース選手権準優勝、1984年のロサンゼルス五輪（この大会からプロ出場が可能になった。ただし、W杯予選もしくはW杯本大会に出場した欧州や南米の選手は出場できない制限があった）に出場した。上位2か国が出場出来る1990年イタリアW杯アジア最終予選では2位UAEとわずか勝ち点1差の3位とW杯出場まであと一歩の所まで迫った。1992年7月24日に開幕したバルセロナ五輪（この大会から23歳以下の年齢制限が設けられた）に出場し、グループリーグを2位で通過し最終的にはベスト8入りした。
1992年、着々と実力を付けたカタール代表にブラジル人のエヴァリスト・デ・マセドが監督に就任。カタールは1992年10月28日から広島で開催されるアジアカップの優勝候補に挙げられていた。ところが2引き分けの後、中国に逆転負けしてまさかのグループリーグ敗退となった。一方、開催国の日本はブラジルから日本に帰化したラモス瑠偉等の活躍で初優勝を遂げた。このことに衝撃を受けたカタールは以後、帰化選手による強化戦略を開始した（後述）。また2008年時点で、カタール政府はカタールサッカー協会を通して年間200億円（推定）をサッカーに投資しており、カタール・スターズリーグのカタール人選手には月750万円程度の給料と家や車を支給している。カタール代表が重要な試合に勝つと、選手1人につき1試合で2,000万円の報酬と家や車が支給される。
ガルフカップ優勝3回（1992年、2004年、2014年）。また1981年のFIFAワールドユース選手権準優勝、1991年のFIFA U-17世界選手権ベスト4と若年世代で好成績を収めている。FIFAワールドカップ出場に最も近づいたのは1998年フランス大会のアジア最終予選であり、ホームでのサウジアラビア戦との最終戦で、勝った方が出場決定という状況であった。しかし、0-1で惜敗しグループ4位で出場を逃している。
2000年にレバノンで開催されたアジアカップでは1次リーグ3試合を全て引き分け、5回目の出場で初めてベスト8に進んだ。その後ワールドカップのアジア予選では2002年大会は最終予選まで駒を進めたが敗退、2006年大会では1次予選で姿を消した。2007年のアジアカップでは日本戦とベトナム戦で2引き分けの後、既にグループリーグ敗退が決定していたUAEに敗れ最下位で敗退となった。
2006年のアジア大会では優勝したが、2010年大会、2014年大会のワールドカップではともにアジア4次予選（最終予選）で敗退し、本大会出場は実現しなかった。2011年1月、自国で開催されたアジアカップではグループリーグを突破するも、準々決勝で日本と対戦して2-3で敗れた（ベスト8）。2015年のアジアカップでは3連敗でグループリーグ敗退となった。

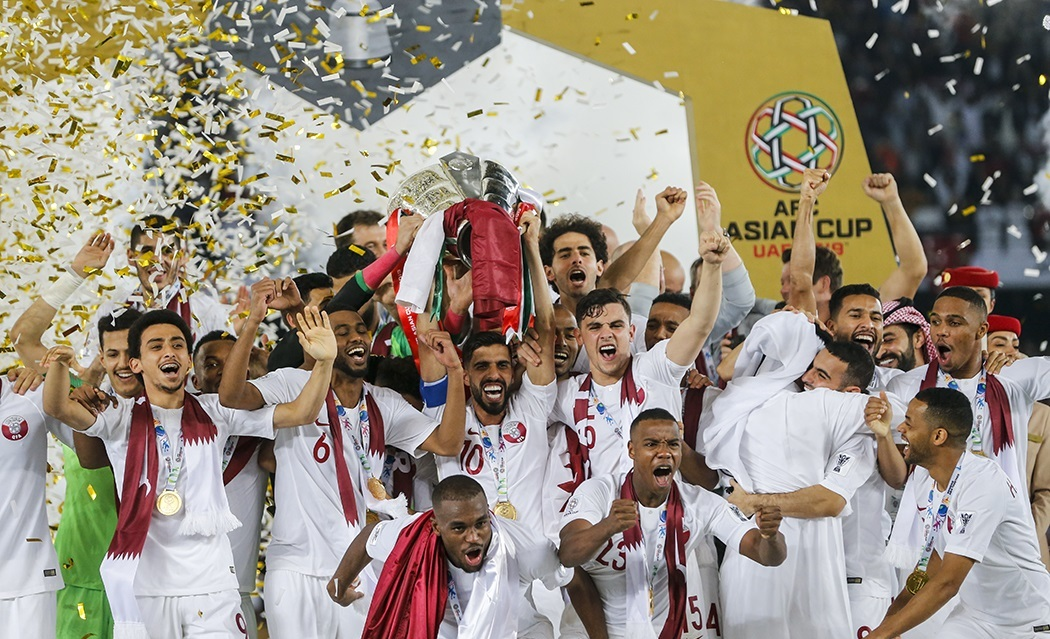
AFCアジアカップ2019の優勝を祝うカタール代表

2018年ロシアW杯もアジア地区予選で敗退し、2022年自国開催予定のワールドカップに開催国枠で初出場を果たす最初の代表チームとなった（1930年・第1回大会のウルグアイは除く。1934年・第2回大会のイタリアは初出場だが開催国枠でなく予選を経ての出場）。2019年開催のアジアカップでは、準決勝まで無失点で勝ち上がった。決勝の日本戦では初めて失点するも、3-1で破り初優勝を果たした。日本と共に招待されたコパ・アメリカ2019では1分2敗のグループ最下位で敗退している。

### 2020年代

#### 2022 FIFAワールドカップ
2022年の開催国として初出場したワールドカップ本大会では、開幕戦のエクアドル戦で前半にエネル・バレンシアの2ゴールにより0-2で敗れ、ワールドカップ開催国として初めて開幕戦で黒星を喫することになった。2戦目のセネガル戦では、78分にモハメド・ムンタリがカタール史上初のワールドカップでのゴールを記録したが、その6分後にバンバ・ディエンに3点目となるゴールを決められて1-3で痛恨の連敗となり、最終節を残したままカタールのグループリーグ敗退が決定した。これにより、ワールドカップの開催国では史上初となる2節消化時点でのグループリーグ敗退という不名誉な記録を残した。
最終節のオランダ戦でもコーディ・ガクポとフレンキー・デ・ヨングのゴールにより0-2で敗れ、開催国が3戦全敗で総失点数はホスト国の中で歴代最多の「7」という更なる不名誉な記録を打ち立ててしまい、勝ち点0の最下位で大会を去ることとなった。なお、開催国がグループリーグで敗退したのは2010年大会の南アフリカ以来史上2か国目で開催国が1勝もできずにグループリーグで敗退したのはワールドカップ史上初のことである。

#### 2023 CONCACAFゴールドカップ
2023年6月24日、CONCACAFゴールドカップの2023年大会にゲストとして招待された。グループBに配属され、メキシコ、ハイチ、ホンジュラスと同組になった。大会ではグループステージを突破し、ベスト8の成績を収めた。

#### AFCアジアカップ2023
2024年に行われたアジアカップ本大会は、開催予定だった中国が開催権を返上したため、自国開催となった。開幕戦のレバノン戦でアクラム・アフィーフとアルモエズ・アリのゴールで3-0の快勝でカタール史上初の連覇に向けて好スタートで切ると、2戦目は今大会が初出場となるタジキスタンと対戦し、前半17分にアフィーフが2試合連続ゴールを決め、そのまま前半のリードを守り抜いて決勝トーナメント進出1番乗りを決めた。最終節では2試合無得点1失点でグループ2位につける中国と対戦し、66分にハサン・アル＝ハイドゥースのゴールで1-0で勝利しグループリーグを3連勝（5得点無失点）しグループA1位でパレスチナとの決勝トーナメント1回戦に挑んだ。だが、前半37分にオデイ・イブラヒム・モハマド・ダッバーグに先制ゴールを決められ、今大会初めて失点を喫する苦しい展開に。それでも前半終了間際にアル＝ハイドゥースのゴールで同点に持ち込むと、49分にはアフィーフがPKを成功させ、2-1の逆転勝利でベスト8進出を決める。
準々決勝はウズベキスタンと対戦し、前半27分にアル＝ハイドゥースのシュートがオウンゴールを誘発し2試合ぶりに先制点を奪う。しかし、59分にオディルヨン・ハムロベコフに同点ゴールを決められそのまま決着は着かずPK戦にもつれ込む。カタールはアリとアル・マフディー・アリ・ムフタールがPKを失敗するも1-1(PK:3-2)で勝利しベスト4進出を苦しみながらも決めた。準決勝はカタールワールドカップ後17戦負け無しという強さを見せてきたイランと対戦した。カタールは試合開始わずか4分でサルダル・アズムンに先制ゴールを決められるも、前半17分にジャッセム・ガベルが同点ゴールを決めると前半終了間際のアフィーフのゴールで前半のうちに逆転に成功。51分にアリレザ・ジャハンバフシュにPKを決められて一時同点にされるも、82分にアリが逆転ゴールを決めカタール史上初の連覇まであと1勝とした。
決勝はグループE3位通過から初めて決勝まで勝ち進んできたヨルダンと対戦した。カタールは前半20分にアフィーフがPKを決めてカタール史上初の大会連覇に1歩近づく。後半27分にヤザン・アル・ナイマトのゴールで一時同点にされるも、アフィーフの活躍で後半に2点をいずれもPKで奪い、3-1で勝利したことでカタール史上初のアジアカップ連覇を決めた。アジアカップにおける連覇達成は史上5か国目で開催国の優勝も史上5か国目である。また、決勝で3本のPKを決めてハットトリックを達成したアフィーフはアジアカップ史上初めて大会MVPと得点王の2冠を受賞し、2大会連続で同国からダブル受賞選手が生まれたのも史上初となった。

## 帰化戦略
カタール人の2011年時点での一人当たりのGDPは、98,329ドルと世界トップクラスであるためカタール人だけでは競争力が伸びにくかった（貧しさはお金を得る、プロになるという競争力を向上させるモチベーションになるため）。カタールは元々人口が少なく、労働力を外国人に頼り2010年時点で約150万8千人の人口のうちカタール人は2割にも満たない為、帰化にも抵抗が少なかった。そのためカタールでは近年、海外から実力者を引き抜いてカタールに帰化させスポーツの競争力を高めてきた。2006年カタールアジア大会では、ケニアからの帰化選手がマラソンや中長距離種目で優勝し、男子バスケットボールでは元セネガル人を多数擁するチームをバスケットボールカタール代表として送り出し、銀メダルを獲得した。
サッカーでは、2006年ドイツW杯アジア予選の際、ブラジル国籍で代表歴のないアイウトン、デデ、レアンドロにカタール国籍を与えて自国の代表にしようとしたことがあるが、国際サッカー連盟（FIFA）は「代表歴のない国籍変更者及び国籍追加者であっても、変更あるいは追加する国に2年間以上の居住歴がない者は、変更あるいは追加した国籍の代表にはなれない」というルールを新たに設けて適用し、これを阻止した。
なお、現在ではFIFA規則が2009年に改正されて以降、変更あるいは追加する国に18歳以降に5年間以上継続居住していることが必要となっている。
2006年10月、エメルソンがカタール国籍を取得し、カタールとブラジルの二重国籍者となったが、エメルソンはU-20サッカーブラジル代表として1999年ワールドユース選手権（現FIFA U-20ワールドカップ）の南米予選に8試合出場経験があり、当時のFIFA規則でもカタール代表の資格はなかった。
この当時のFIFA規則は、A代表（年齢制限なしのその国最強の代表）以外のカテゴリーでの公式の大会の代表経験がある場合、その他の国の代表にはなれないというものであったが、その場合もFIFAが許可をすれば、新しい国籍での国の代表に入ることが出来る例外があった。ただし、国家の分離独立などで新国籍が与えられた場合の他は、
1. 従前の国の代表で出場した際にすでに多重国籍者であること。
2. 21歳の誕生日までに変更の申請をすること。

の場合のみに限定されており、U-20ブラジル代表で出場した際にブラジル国籍しかないエメルソンの場合、当該規約の下でエメルソンが許可される可能性はなかった。
その後、エメルソンは2008年3月4日、親善試合バーレーンとの試合にカタール代表として初出場。同年3月26日には、2010年南アフリカＷ杯アジア3次予選グループ1のイラク戦で10番、マルシオ・アルブケルケとして出場し、2-0でカタールが勝利した。
試合後、イラクサッカー協会はエメルソンはブラジルのユース代表歴を有するため、カタール代表に選ばれる資格がないことについてFIFAに正式に上申したが、当初はFIFAからパスポート偽造を理由として、その後の試合に対する無期限の出場停止処分のみが発表された。最終的に2008年6月17日にFIFAが、エメルソンは8試合のU-20ブラジル代表公式戦出場歴のため、今後カタール代表でプレーする資格はないが、試合結果は変わらないと発表した。
2010年南アフリカW杯の規則では「出場資格のない選手を出場させた場合、相手チームに勝ち点3を与える」というルールがあった。しかし、当該国はそのための抗議を試合後24時間以内に行わなければならず、同時に調査費用をFIFAに支払わなければならなかった。ところが、イラクサッカー協会が費用を送金したのは期限の11日後だった。従って「抗議」自体が成立せず、試合結果は変わらないとFIFAが決定を下したのだった。諦めきれないイラクはスポーツ仲裁裁判所（CAS）へ訴えたが、2008年9月29日、CASはFIFAの主張を認め、「試合はそのまま成立」という結論を出した。一連のエメルソン騒動の後、カタールサッカー協会の関係者は「今後はFIFA規則の範囲内で（帰化）補強を行う。我が国は人口が少ないため、出稼ぎ移民の子をカタール人と見なすことになる」と日本の記者に話している。
一方で、AFCアジアカップ2019の優勝メンバーの大半がカタール出身でありアスパイア・アカデミーの卒業生は13人いた。カタール国外で生まれた選手は5人のみであり、サッカー選手としてカタールへ移住して国籍を取得した選手は4人に過ぎない。これは、カタールの人口の9割が外国人でありながら、出生地主義ではなく、血統主義を取っているためにカタールで生まれ育った、あるいは幼少期からカタールで育ったとしても、カタール国籍の取得は厳しく制限されている。そのため、カタール代表としてプレーするためには帰化という形になるものの、かつてのように外国から有力なサッカー選手を豊富な資金力によって帰化させるやり方は行われていない。

## 成績
赤枠は自国開催

### FIFAワールドカップ
| 開催国 / 年 | 成績               | 試       | 勝       | 分       | 負       | 得       | 失       |
| ----------- | ------------------ | -------- | -------- | -------- | -------- | -------- | -------- |
| 1974        | 不参加             | 不参加   | 不参加   | 不参加   | 不参加   | 不参加   | 不参加   |
| 1978        | 予選敗退           | 予選敗退 | 予選敗退 | 予選敗退 | 予選敗退 | 予選敗退 | 予選敗退 |
| 1982        | 予選敗退           | 予選敗退 | 予選敗退 | 予選敗退 | 予選敗退 | 予選敗退 | 予選敗退 |
| 1986        | 予選敗退           | 予選敗退 | 予選敗退 | 予選敗退 | 予選敗退 | 予選敗退 | 予選敗退 |
| 1990        | 予選敗退           | 予選敗退 | 予選敗退 | 予選敗退 | 予選敗退 | 予選敗退 | 予選敗退 |
| 1994        | 予選敗退           | 予選敗退 | 予選敗退 | 予選敗退 | 予選敗退 | 予選敗退 | 予選敗退 |
| 1998        | 予選敗退           | 予選敗退 | 予選敗退 | 予選敗退 | 予選敗退 | 予選敗退 | 予選敗退 |
| 2002        | 予選敗退           | 予選敗退 | 予選敗退 | 予選敗退 | 予選敗退 | 予選敗退 | 予選敗退 |
| 2006        | 予選敗退           | 予選敗退 | 予選敗退 | 予選敗退 | 予選敗退 | 予選敗退 | 予選敗退 |
| 2010        | 予選敗退           | 予選敗退 | 予選敗退 | 予選敗退 | 予選敗退 | 予選敗退 | 予選敗退 |
| 2014        | 予選敗退           | 予選敗退 | 予選敗退 | 予選敗退 | 予選敗退 | 予選敗退 | 予選敗退 |
| 2018        | 予選敗退           | 予選敗退 | 予選敗退 | 予選敗退 | 予選敗退 | 予選敗退 | 予選敗退 |
| 2022        | グループリーグ敗退 | 3        | 0        | 0        | 3        | 1        | 7        |
| 通算        | 出場1回            | 3        | 0        | 0        | 3        | 1        | 7        |

### AFCアジアカップ
| \| AFCアジアカップ \| AFCアジアカップ \| AFCアジアカップ \| AFCアジアカップ \| AFCアジアカップ \| AFCアジアカップ \| AFCアジアカップ \| AFCアジアカップ \| \| AFCアジアカップ・予選 \| AFCアジアカップ・予選 \| AFCアジアカップ・予選 \| AFCアジアカップ・予選 \| AFCアジアカップ・予選 \| AFCアジアカップ・予選 \| \| 開催年 \| 結果 \| 試合 \| 勝利 \| 引分 \| 敗戦 \| 得点 \| 失点 \| 試合 \| 勝利 \| 引分 \| 敗戦 \| 得点 \| 失点 \| \| \| --------------- \| ------------------ \| --------------- \| --------------- \| --------------- \| --------------- \| --------------- \| --------------- \| ---- \| --------------------- \| --------------------- \| --------------------- \| --------------------- \| --------------------- \| --------------------- \| \| 1956 \| 不参加 \| 不参加 \| 不参加 \| 不参加 \| 不参加 \| 不参加 \| 不参加 \| \| \| \| \| \| \| \| \| 1960 \| 不参加 \| 不参加 \| 不参加 \| 不参加 \| 不参加 \| 不参加 \| 不参加 \| \| \| \| \| \| \| \| \| 1964 \| 不参加 \| 不参加 \| 不参加 \| 不参加 \| 不参加 \| 不参加 \| 不参加 \| \| \| \| \| \| \| \| \| 1968 \| 不参加 \| 不参加 \| 不参加 \| 不参加 \| 不参加 \| 不参加 \| 不参加 \| \| \| \| \| \| \| \| \| 1972 \| 不参加 \| 不参加 \| 不参加 \| 不参加 \| 不参加 \| 不参加 \| 不参加 \| \| \| \| \| \| \| \| \| 1976 \| 予選敗退 \| 予選敗退 \| 予選敗退 \| 予選敗退 \| 予選敗退 \| 予選敗退 \| 予選敗退 \| 6 \| 2 \| 1 \| 3 \| 5 \| 8 \| \| \| 1980 \| グループリーグ敗退 \| 4 \| 1 \| 1 \| 2 \| 3 \| 8 \| 4 \| 3 \| 1 \| 0 \| 10 \| 2 \| \| \| 1984 \| グループリーグ敗退 \| 4 \| 1 \| 2 \| 1 \| 3 \| 3 \| 4 \| 3 \| 0 \| 1 \| 11 \| 1 \| \| \| 1988 \| グループリーグ敗退 \| 4 \| 2 \| 0 \| 2 \| 7 \| 6 \| \| \| \| \| \| \| \| \| 1992 \| グループリーグ敗退 \| 3 \| 0 \| 2 \| 1 \| 3 \| 4 \| 2 \| 2 \| 0 \| 0 \| 8 \| 2 \| \| \| 1996 \| 予選敗退 \| 予選敗退 \| 予選敗退 \| 予選敗退 \| 予選敗退 \| 予選敗退 \| 予選敗退 \| 4 \| 2 \| 0 \| 2 \| 5 \| 4 \| \| \| 2000 \| ベスト8 \| 4 \| 0 \| 3 \| 1 \| 3 \| 5 \| 4 \| 3 \| 1 \| 0 \| 11 \| 3 \| \| \| 2004 \| グループリーグ敗退 \| 3 \| 0 \| 1 \| 2 \| 2 \| 4 \| 6 \| 3 \| 2 \| 1 \| 10 \| 7 \| \| \| 2007 \| グループリーグ敗退 \| 3 \| 0 \| 2 \| 1 \| 3 \| 4 \| 6 \| 5 \| 0 \| 1 \| 14 \| 4 \| \| \| 2011 \| ベスト8 \| 4 \| 2 \| 0 \| 2 \| 7 \| 4 \| \| \| \| \| \| \| \| \| 2015 \| グループリーグ敗退 \| 3 \| 0 \| 0 \| 3 \| 2 \| 7 \| 6 \| 2 \| 3 \| 1 \| 10 \| 7 \| \| \| 2019 \| 優勝 \| 7 \| 7 \| 0 \| 0 \| 19 \| 1 \| 8 \| 7 \| 0 \| 1 \| 29 \| 4 \| \| \| 2023 \| 優勝 \| 7 \| 6 \| 1 \| 0 \| 14 \| 5 \| 8 \| 7 \| 1 \| 0 \| 18 \| 1 \| \| \| 合計 \| 11/18 \| 46 \| 19 \| 12 \| 15 \| 66 \| 51 \| 58 \| 39 \| 9 \| 10 \| 131 \| 43 \| \| |                    |                 |                 |                 |                 |                 |                 |      |                       |                       |                       |                       |                       |                       |
| AFCアジアカップ | AFCアジアカップ    | AFCアジアカップ | AFCアジアカップ | AFCアジアカップ | AFCアジアカップ | AFCアジアカップ | AFCアジアカップ |      | AFCアジアカップ・予選 | AFCアジアカップ・予選 | AFCアジアカップ・予選 | AFCアジアカップ・予選 | AFCアジアカップ・予選 | AFCアジアカップ・予選 |
| 開催年 | 結果               | 試合            | 勝利            | 引分            | 敗戦            | 得点            | 失点            | 試合 | 勝利                  | 引分                  | 敗戦                  | 得点                  | 失点                  |                       |
| 1956 | 不参加             | 不参加          | 不参加          | 不参加          | 不参加          | 不参加          | 不参加          |      |                       |                       |                       |                       |                       |                       |
| 1960 | 不参加             | 不参加          | 不参加          | 不参加          | 不参加          | 不参加          | 不参加          |      |                       |                       |                       |                       |                       |                       |
| 1964 | 不参加             | 不参加          | 不参加          | 不参加          | 不参加          | 不参加          | 不参加          |      |                       |                       |                       |                       |                       |                       |
| 1968 | 不参加             | 不参加          | 不参加          | 不参加          | 不参加          | 不参加          | 不参加          |      |                       |                       |                       |                       |                       |                       |
| 1972 | 不参加             | 不参加          | 不参加          | 不参加          | 不参加          | 不参加          | 不参加          |      |                       |                       |                       |                       |                       |                       |
| 1976 | 予選敗退           | 予選敗退        | 予選敗退        | 予選敗退        | 予選敗退        | 予選敗退        | 予選敗退        | 6    | 2                     | 1                     | 3                     | 5                     | 8                     |                       |
| 1980 | グループリーグ敗退 | 4               | 1               | 1               | 2               | 3               | 8               | 4    | 3                     | 1                     | 0                     | 10                    | 2                     |                       |
| 1984 | グループリーグ敗退 | 4               | 1               | 2               | 1               | 3               | 3               | 4    | 3                     | 0                     | 1                     | 11                    | 1                     |                       |
| 1988 | グループリーグ敗退 | 4               | 2               | 0               | 2               | 7               | 6               |      |                       |                       |                       |                       |                       |                       |
| 1992 | グループリーグ敗退 | 3               | 0               | 2               | 1               | 3               | 4               | 2    | 2                     | 0                     | 0                     | 8                     | 2                     |                       |
| 1996 | 予選敗退           | 予選敗退        | 予選敗退        | 予選敗退        | 予選敗退        | 予選敗退        | 予選敗退        | 4    | 2                     | 0                     | 2                     | 5                     | 4                     |                       |
| 2000 | ベスト8            | 4               | 0               | 3               | 1               | 3               | 5               | 4    | 3                     | 1                     | 0                     | 11                    | 3                     |                       |
| 2004 | グループリーグ敗退 | 3               | 0               | 1               | 2               | 2               | 4               | 6    | 3                     | 2                     | 1                     | 10                    | 7                     |                       |
| 2007 | グループリーグ敗退 | 3               | 0               | 2               | 1               | 3               | 4               | 6    | 5                     | 0                     | 1                     | 14                    | 4                     |                       |
| 2011 | ベスト8            | 4               | 2               | 0               | 2               | 7               | 4               |      |                       |                       |                       |                       |                       |                       |
| 2015 | グループリーグ敗退 | 3               | 0               | 0               | 3               | 2               | 7               | 6    | 2                     | 3                     | 1                     | 10                    | 7                     |                       |
| 2019 | 優勝               | 7               | 7               | 0               | 0               | 19              | 1               | 8    | 7                     | 0                     | 1                     | 29                    | 4                     |                       |
| 2023 | 優勝               | 7               | 6               | 1               | 0               | 14              | 5               | 8    | 7                     | 1                     | 0                     | 18                    | 1                     |                       |
| 合計 | 11/18              | 46              | 19              | 12              | 15              | 66              | 51              | 58   | 39                    | 9                     | 10                    | 131                   | 43                    |                       |

### FIFAコンフェデレーションズカップ
| 開催年 | 結果   | 試合   | 勝利   | 引分   | 敗戦   | 得点   | 失点   |
| ------ | ------ | ------ | ------ | ------ | ------ | ------ | ------ |
| 1992   | 不出場 | 不出場 | 不出場 | 不出場 | 不出場 | 不出場 | 不出場 |
| 1995   | 不出場 | 不出場 | 不出場 | 不出場 | 不出場 | 不出場 | 不出場 |
| 1997   | 不出場 | 不出場 | 不出場 | 不出場 | 不出場 | 不出場 | 不出場 |
| 1999   | 不出場 | 不出場 | 不出場 | 不出場 | 不出場 | 不出場 | 不出場 |
| 2001   | 不出場 | 不出場 | 不出場 | 不出場 | 不出場 | 不出場 | 不出場 |
| 2003   | 不出場 | 不出場 | 不出場 | 不出場 | 不出場 | 不出場 | 不出場 |
| 2005   | 不出場 | 不出場 | 不出場 | 不出場 | 不出場 | 不出場 | 不出場 |
| 2009   | 不出場 | 不出場 | 不出場 | 不出場 | 不出場 | 不出場 | 不出場 |
| 2013   | 不出場 | 不出場 | 不出場 | 不出場 | 不出場 | 不出場 | 不出場 |
| 2017   | 不出場 | 不出場 | 不出場 | 不出場 | 不出場 | 不出場 | 不出場 |

### ガルフカップ
| 開催年 | 結果               | 試合 | 勝利 | 引分 | 敗戦 | 得点 | 失点 |
| ------ | ------------------ | ---- | ---- | ---- | ---- | ---- | ---- |
| 1970   | 4位                | 3    | 0    | 1    | 2    | 4    | 7    |
| 1972   | 4位                | 3    | 0    | 0    | 3    | 0    | 10   |
| 1974   | 3位                | 3    | 1    | 0    | 2    | 5    | 4    |
| 1976   | 3位                | 6    | 4    | 1    | 1    | 11   | 6    |
| 1979   | 5位                | 6    | 2    | 1    | 3    | 4    | 13   |
| 1982   | 5位                | 5    | 2    | 0    | 3    | 5    | 4    |
| 1984   | 準優勝             | 7    | 4    | 1    | 2    | 10   | 6    |
| 1986   | 4位                | 6    | 1    | 4    | 1    | 4    | 5    |
| 1988   | 6位                | 6    | 1    | 2    | 3    | 4    | 8    |
| 1990   | 準優勝             | 4    | 1    | 2    | 1    | 4    | 4    |
| 1992   | 優勝               | 5    | 4    | 0    | 1    | 8    | 1    |
| 1994   | 4位                | 5    | 1    | 1    | 3    | 6    | 8    |
| 1996   | 準優勝             | 5    | 3    | 1    | 1    | 9    | 5    |
| 1998   | 6位                | 5    | 0    | 3    | 2    | 3    | 8    |
| 2002   | 準優勝             | 5    | 4    | 0    | 1    | 7    | 4    |
| 2003   | 3位                | 6    | 2    | 3    | 1    | 5    | 3    |
| 2004   | 優勝               | 5    | 3    | 2    | 0    | 10   | 7    |
| 2007   | グループリーグ敗退 | 3    | 0    | 1    | 2    | 2    | 4    |
| 2009   | ベスト4            | 4    | 1    | 2    | 1    | 2    | 2    |
| 2010   | グループリーグ敗退 | 3    | 1    | 1    | 1    | 3    | 3    |
| 2013   | グループリーグ敗退 | 3    | 1    | 0    | 2    | 3    | 5    |
| 2014   | 優勝               | 5    | 2    | 3    | 0    | 6    | 3    |
| 2017   | グループリーグ敗退 | 3    | 1    | 1    | 1    | 6    | 3    |
| 2019   | ベスト4            | 4    | 2    | 0    | 2    | 11   | 5    |
| 2023   | ベスト4            | 4    | 1    | 1    | 2    | 4    | 5    |
| 合計   | 25/25              | 83   | 33   | 22   | 28   | 102  | 99   |

### 西アジアサッカー選手権
| 開催年 | 結果    | 試合   | 勝利   | 引分   | 敗戦   | 得点   | 失点   |
| ------ | ------- | ------ | ------ | ------ | ------ | ------ | ------ |
| 2000   | 不参加  | 不参加 | 不参加 | 不参加 | 不参加 | 不参加 | 不参加 |
| 2002   | 不参加  | 不参加 | 不参加 | 不参加 | 不参加 | 不参加 | 不参加 |
| 2004   | 不参加  | 不参加 | 不参加 | 不参加 | 不参加 | 不参加 | 不参加 |
| 2007   | 不参加  | 不参加 | 不参加 | 不参加 | 不参加 | 不参加 | 不参加 |
| 2008   | ベスト4 | 3      | 1      | 0      | 2      | 2      | 9      |
| 2010   | 不参加  | 不参加 | 不参加 | 不参加 | 不参加 | 不参加 | 不参加 |
| 2012   | 不参加  | 不参加 | 不参加 | 不参加 | 不参加 | 不参加 | 不参加 |
| 2014   | 優勝    | 4      | 4      | 0      | 0      | 10     | 1      |
| 合計   | 2/8     | 7      | 5      | 0      | 2      | 12     | 10     |

### アラブカップ
| 開催年 | 結果   | 試合   | 勝利   | 引分   | 敗戦   | 得点   | 失点   |
| ------ | ------ | ------ | ------ | ------ | ------ | ------ | ------ |
| 1963   | 不参加 | 不参加 | 不参加 | 不参加 | 不参加 | 不参加 | 不参加 |
| 1964   | 不参加 | 不参加 | 不参加 | 不参加 | 不参加 | 不参加 | 不参加 |
| 1966   | 不参加 | 不参加 | 不参加 | 不参加 | 不参加 | 不参加 | 不参加 |
| 1985   | 4位    | 4      | 1      | 0      | 3      | 3      | 2      |
| 1988   | 不参加 | 不参加 | 不参加 | 不参加 | 不参加 | 不参加 | 不参加 |
| 1992   | 不参加 | 不参加 | 不参加 | 不参加 | 不参加 | 不参加 | 不参加 |
| 1998   | 準優勝 | 4      | 3      | 0      | 1      | 5      | 5      |
| 2002   | 不参加 | 不参加 | 不参加 | 不参加 | 不参加 | 不参加 | 不参加 |
| 2012   | 不参加 | 不参加 | 不参加 | 不参加 | 不参加 | 不参加 | 不参加 |
| 2021   | 3位    | 6      | 5      | 0      | 1      | 12     | 3      |
| 合計   | 3/10   | 14     | 9      | 0      | 5      | 20     | 10     |

## 歴代選手
| - カシム・ブルハン - サアド・アッ＝シーブ - マシャアル・バルシャム - ユセフ・ハッサン | - アブドゥルカリーム・ハサン - ハーリド・ムフターハ - ロー＝ロー - イスマエル・モハマド - ルーカス・メンデス | - フセイン・ヤセル - タラール・アル＝ブルーシー - ファビオ・セザール - アリー・アフィーフ - アリー・アサダッラー - ロドリゴ・タバタ - ブーアッラーム・フーヒー - カリム・ブディアフ - アブドルアズィーズ・ハーティム - アフマド・ファトヒー - イブラヒム・アル＝ハサン | - ハルファン・イブラヒム - セバスティアン・ソリア - ジャーラッラー・アル＝マッリー - ハサン・アル＝ハイドゥース - ムハンマド・アッ＝サイイド - アクラム・アフィーフ - アルモエズ・アリ - モハメド・ムンタリ - アハメド・アル＝ガネヒ |

## 歴代監督
| 名前                           | 年         |
| ------------------------------ | ---------- |
| Toukhi Taha                    | 1969       |
| Mohammed Hassan Kheiri         | 1969–1972  |
| Helmi Hussein Mahmoud          | 1974       |
| フランク・ウィグナル           | 1975–1977  |
| John Cardone                   | 1977-1978  |
| Hassan Othman                  | 1979       |
| エヴァリスト・デ・マセド       | 1979–1985  |
| ジノ・サニ                     | 1985-1986  |
| Procópio Cardoso               | 1987–1988  |
| Anatoly Prokopenko             | 1988       |
| Carlos Roberto Cabral          | 1989       |
| ジノ・サニ                     | 1989–1990  |
| Uli Maslo                      | 1990       |
| エヴァリスト・デ・マセド       | 1992, 1994 |
| イヴォ・ウォルトマン           | 1992       |
| Sebastião Lapola               | 1992–1993  |
| Abdul Mallalah                 | 1993       |
| Antoni Piechniczek             | 1993       |
| デイブ・マッカイ               | 1994–1995  |
| Jørgen E. Larsen               | 1995–1996  |
| Jo Bonfrere                    | 1996–1997  |
| ジェマル・ハジアブディッチ     | 1997-1998  |
| Luiz Gonzaga Milioli           | 1998       |
| ゼ・マリオ                     | 1998       |
| ジェマル・ハジアブディッチ     | 1999–2001  |
| パウロ・カンポス               | 2001       |
| ピエール・ルシャントル         | 2002-2003  |
| フィリップ・トルシエ           | 2003-2004  |
| Saeed Al-Misnad                | 2004       |
| ジェマルディン・ムショビッチ   | 2004-2007  |
| ホルヘ・フォサッティ           | 2007-2008  |
| ブルーノ・メツ                 | 2008-2011  |
| ミロヴァン・ライェヴァツ       | 2011       |
| セバスティアン・ラザロニ       | 2011-2012  |
| パウロ・アウトゥオリ           | 2012-2013  |
| ファハド・サーニー             | 2013-2014  |
| ジャメル・ベルマディ           | 2014-2015  |
| ホセ・ダニエル・カレーニョ     | 2015-2016  |
| ホルヘ・フォサッティ           | 2016-2017  |
| フェリックス・サンチェス・バス | 2017-2022  |
| ブルーノ・ピニェイロ           | 2022-2023  |
| カルロス・ケイロス             | 2023       |
| ティンティン・マルケス         | 2023-2024  |
| ルイス・ガルシア               | 2024-2025  |
| フレン・ロペテギ               | 2025-      |